# 9339 Kimnovak
A 9339 Kimnovak (ideiglenes jelöléssel 1991 GT5) a Naprendszer kisbolygóövében található aszteroida. Eric Walter Elst fedezte fel 1991. április 8-án.